# Michel Patrick Boisvert
Michel Patrick Boisvert est un fonctionnaire et homme d'État haïtien, qui a occupé le poste de ministre de l'Économie et des Finances depuis 2020, dans les cabinets de Joseph Jouthe, Claude Joseph et Ariel Henry.
Boisvert était auparavant directeur général du ministère de l'Économie et des Finances de 2018 à 2020. Au milieu de l'escalade de la guerre des gangs en Haïti entre février et mars 2024, il exerce les fonctions de Premier ministre par intérim, supervisant les opérations du gouvernement de Henry pendant l'absence du Premier ministre du pays, puis après sa démission le 11 mars.

## Biographie
Boisvert est né à Petit-Goâve. Il est titulaire d'un diplôme de comptabilité de l'université de Port-au-Prince, d'un diplôme d'économie de l'université d'État d'Haïti et d'une maîtrise en gestion des politiques économiques de l'université d'Auvergne. Il est employé à la Banque de la république d'Haïti de 1991 à 1995 puis est recruté fonctionnaire régional du ministère de l'Économie et des Finances, basé à Petit-Goâve, de 1995 à 2010. De 2010 à 2018, Boisvert sert au sein du ministère en tant que directeur de l'inspection des impôts.
En 2018, Boisvert est nommé directeur général du ministère de l'Économie et des Finances.
Le 5 mars 2020, il rejoint le cabinet du Premier ministre Joseph Jouthe en tant que ministre de l'Économie et des Finances et continue d'exercer ces fonctions sous la direction du successeur de Jouthe, Claude Joseph. Boisvert conserve son poste au sein du gouvernement intérimaire formé sous la direction du Premier ministre Ariel Henry à la suite de l'assassinat du président Jovenel Moïse en 2021.
Le 25 février 2024, Boisvert assure la direction par intérim du gouvernement Henry tandis que le Premier ministre se rend au Kenya pour négocier le déploiement des forces de police kenyanes en Haïti dans un contexte de crise intérieure exacerbée par l'escalade de la violence des gangs. Pendant l'absence d'Henry, une importante offensive des gangs vise son gouvernement, incitant Boisvert à déclarer l'état d'urgence le 3 mars. Le 7 mars, alors que la crise se poursuit et qu'Henry ne peut pas rentrer en Haïti, Boisvert prolonge l'état d'urgence d'un mois.
Alors qu'il a exclu dans un premier temps de quitter le pouvoir, alors que l'opposant Moïse Jean-Charles propose la mise en place d'un Conseil présidentiel après l'appui d'autres partis,, Ariel Henry démissionne le 11 mars 2024. La décision a été prise lors d'une réunion de la Communauté caribéenne au cours de laquelle les signataires de l'accord de Montana, En avant, le Collectif des signataires de la déclaration du 30 janvier 2023, ont soumis des propositions en vue d'organiser une transition. Les États-Unis ont proposé le remplacement d'Ariel Henry par un Conseil présidentiel.
Il est remplacé par un Conseil présidentiel de sept à neuf membres (dont certains seront des observateurs), avec une gouvernance multicéphale avec un nouveau chef de gouvernement supervisé par le Conseil. Les membres seront choisis par des partis politiques, Montana et le secteur privé.
Ariel Henry continue de présider les réunions du conseil des ministres à distance.
Un accord politique est signé le 7 avril pour permettre l'entrée en fonction du Conseil présidentiel et prévoit une transition de 22 mois jusqu'au 7 février 2026. Il est publié au journal officiel Le Moniteur le 12 avril.
Le décret, qui prend initialement acte de la non-expédition des affaires courantes par Ariel Henry, est modifié par le Conseil des ministres sur ce point et sur les conditions d'éligibilité des membres,. Par ailleurs, le décret ne cite pas les noms du Conseil présidentiel de transition, alors que le ministère de la Communication appelle les membres désignés à envoyer les pièces demandées en vue de leur entrée en fonction s'ils répondent aux conditions d'éligibilité. Devant la possibilité pour le Conseil des ministres de modifier la composition du Conseil présidentiel de transition, celui-ci l'appelle le 14 avril à publier l'accord politique, le décret initial ainsi que les noms de ses membres,.
Le 15 avril, l'arrêté portant nomination des membres du Conseil présidentiel de transition et daté du 12 avril est rendu public par le directeur des Presses nationales. Cependant, le gouvernement, tout en confirmant son authenticité, affirme que sa publication n'a pas été autorisée. Un nouvel arrêté rectificatif est publié le 16 avril,.
Le 24 avril, Ariel Henry démissionne. Michel Patrick Boisvert assure l'intérim. Le 25 avril, le Conseil présidentiel de transition est officiellement installé et ses membres prêtent tous serment au Palais national. Le 30 avril, Edgard Leblanc Fils est élu président du Conseil présidentiel et Fritz Bélizaire est désigné Premier ministre de transition, mais sa nomination est annulée le 1er mai suivant.